# Збірна Демократичної Республіки Конго з футболу
Збірна Демократичної Республіки Конго з футболу — представляє Демократичну Республіку Конго в міжнародних матчах і турнірах з футболу. Керується Конголезькою федерацією футбольних асоціацій.

## Чемпіонат світу
- 1930–1966 — не брала участі
- 1970 — заявка на участь відхилена ФІФА
- 1974 — груповий турнір
- 1978 — відмовилася від участі
- 1982 — не пройшла кваліфікацію
- 1986 — не брала участі
- 1990–2022 — не пройшла кваліфікацію

## Кубок Африки
| - 1957–1963 — не брала участі - 1965 — груповий турнір - 1968 — чемпіон - 1970 — груповий турнір - 1972 — четверте місце - 1974 — чемпіон - 1976 — груповий турнір - 1978 — не брала участі - 1980 — не пройшла кваліфікацію - 1982 — не пройшла кваліфікацію - 1986 — відмовилась від участі - 1988 — груповий турнір - 1990 — не пройшла кваліфікацію - 1992 — чвертьфінал |  | - 1994 — чвертьфінал - 1996 — чвертьфінал - 1998 — третє місце - 2000 — груповий турнір - 2002 — чвертьфінал - 2004 — груповий турнір - 2006 — чвертьфінал - 2008-2012 — не пройшла кваліфікацію - 2013 — груповий турнір - 2015 — третє місце - 2017 — чвертьфінал - 2019 — 1/8 фіналу - 2021 — не пройшла кваліфікацію - 2023 — 4 місце |